# Jardin zoologique de Wrocław

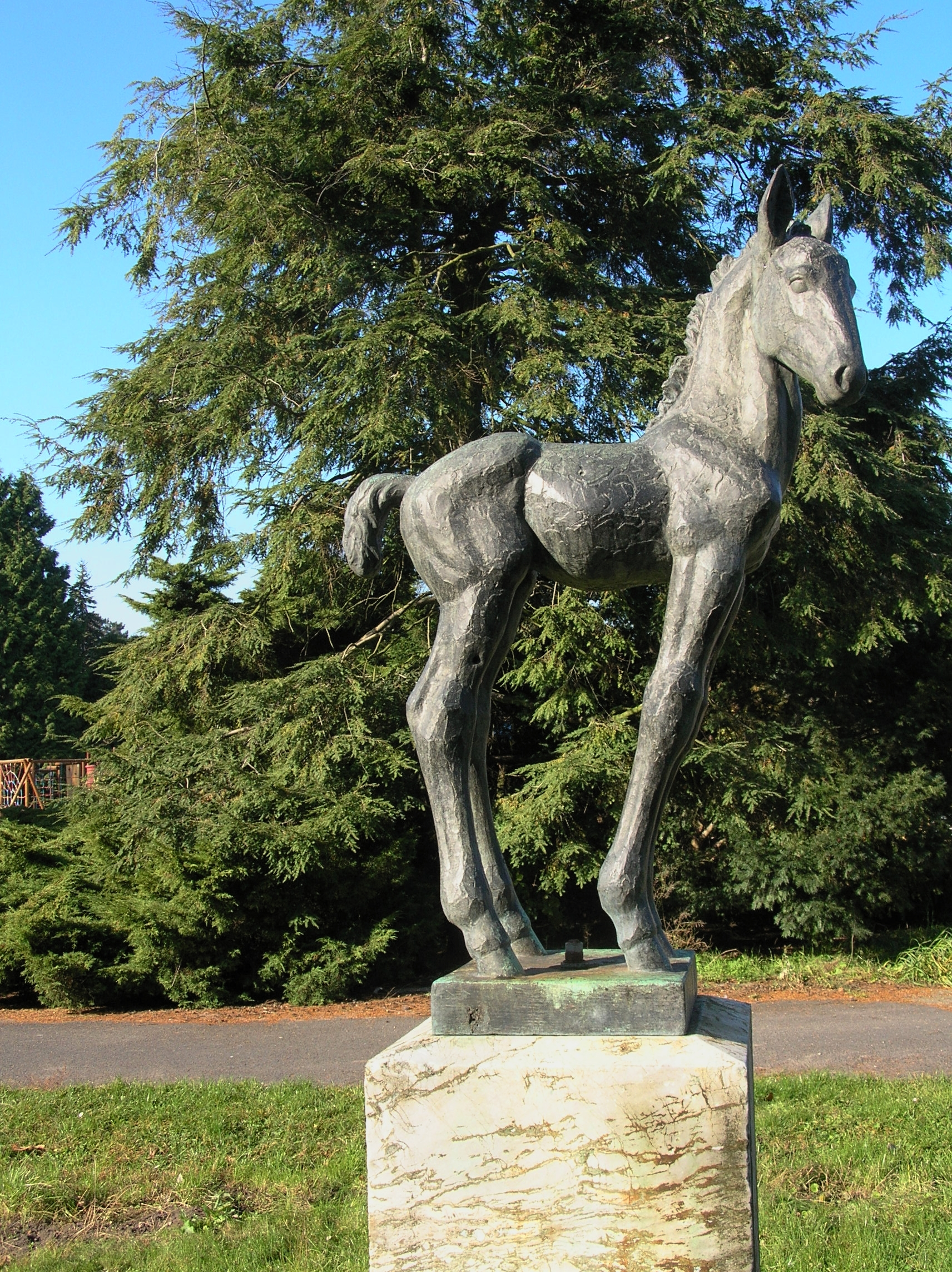
Statue poulain, Wroclaw Zoo. Inge Jaeger-Uhthoff, 1939, Berlin

Le jardin zoologique de Wrocław (polonais : Ogród Zoologiczny we Wrocławiu) est le zoo de la ville de Wrocław en Pologne. Fondé en 1865, c'est l'un des plus vieux jardins zoologiques d'Europe.
Il contient près de 11 000 animaux issus de 1 132 espèces (2016), ce qui en fait le plus grand zoo de Pologne par le nombre d'animaux.

## Histoire

### Période allemande
Le zoo ouvre ses portes le 10 juillet 1865 sous la direction de Franz Schlegel.

### Période polonaise
Après la seconde guerre mondiale, la ville de Breslau est incorporée au territoire polonais et devient Wrocław. Le zoo rouvre en 1948 avec 150 animaux.
Le directeur actuel est Tomasz Jóźwik.

## Bâtiments
Certains bâtiments ont conservé une architecture du XIXe siècle comme l'entrée du terrarium par exemple.
D'autres parties sont neuves ou ont été refaites comme l'aquarium, une île à Lémurs, etc.